# Dan Hill
Daniel Grafton Hill IV, noto come Dan Hill (Toronto, 3 giugno 1954), è un cantautore canadese.

## Biografia
Nato a Toronto, è figlio del sociologo Daniel G. Hill e dell'attivista Donna Mae Bender-Hill. Suo fratello è invece lo scrittore Lawrence Hill.
Tra i suoi brani musicali più celebri vi sono Sometimes When We Touch (1977), coscritto da Barry Mann, e Can't We Try (1987), interpretato in duetto con Vonda Shepard.
Nel 1996 ha ricevuto un Premio Grammy in qualità di coproduttore dell'album Falling into You di Celine Dion.

## Discografia parziale
- 1975 – Dan Hill
- 1976 – Hold On
- 1977 – Longer Fuse
- 1978 – Frozen in the Night
- 1980 – If Dreams Had Wings
- 1981 – Partial Surrender
- 1983 – Love in the Shadows
- 1987 – Dan Hill
- 1989 – Real Love
- 1991 – Dance of Love
- 1993 – Let Me Show You (Greatest Hits and More)
- 1996 – I'm Doing Fine
- 2010 – Intimate
- 2021 –  On The Other Side of Here